# Munddusche

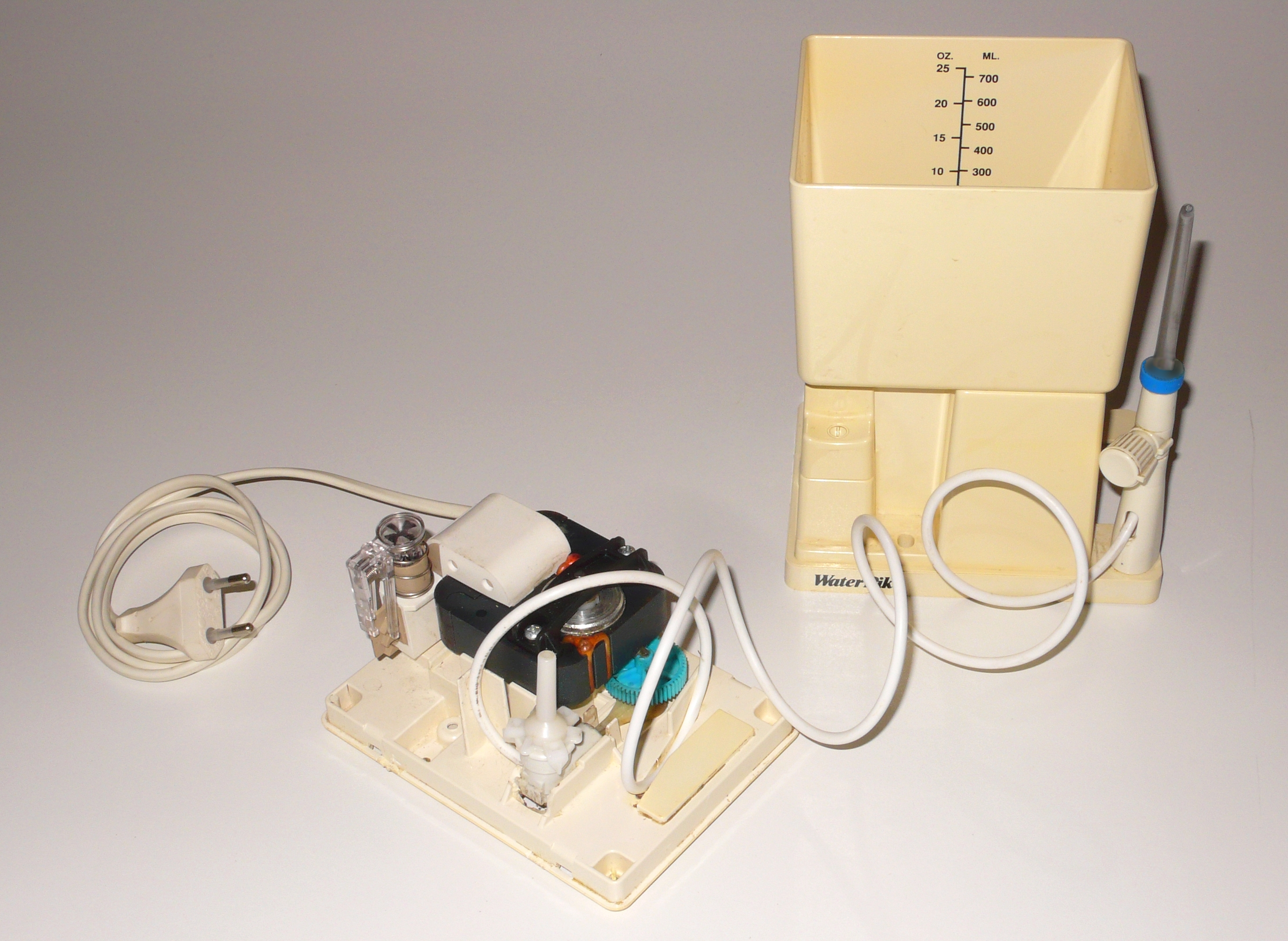
Munddusche des Herstellers Water Pik zerlegt

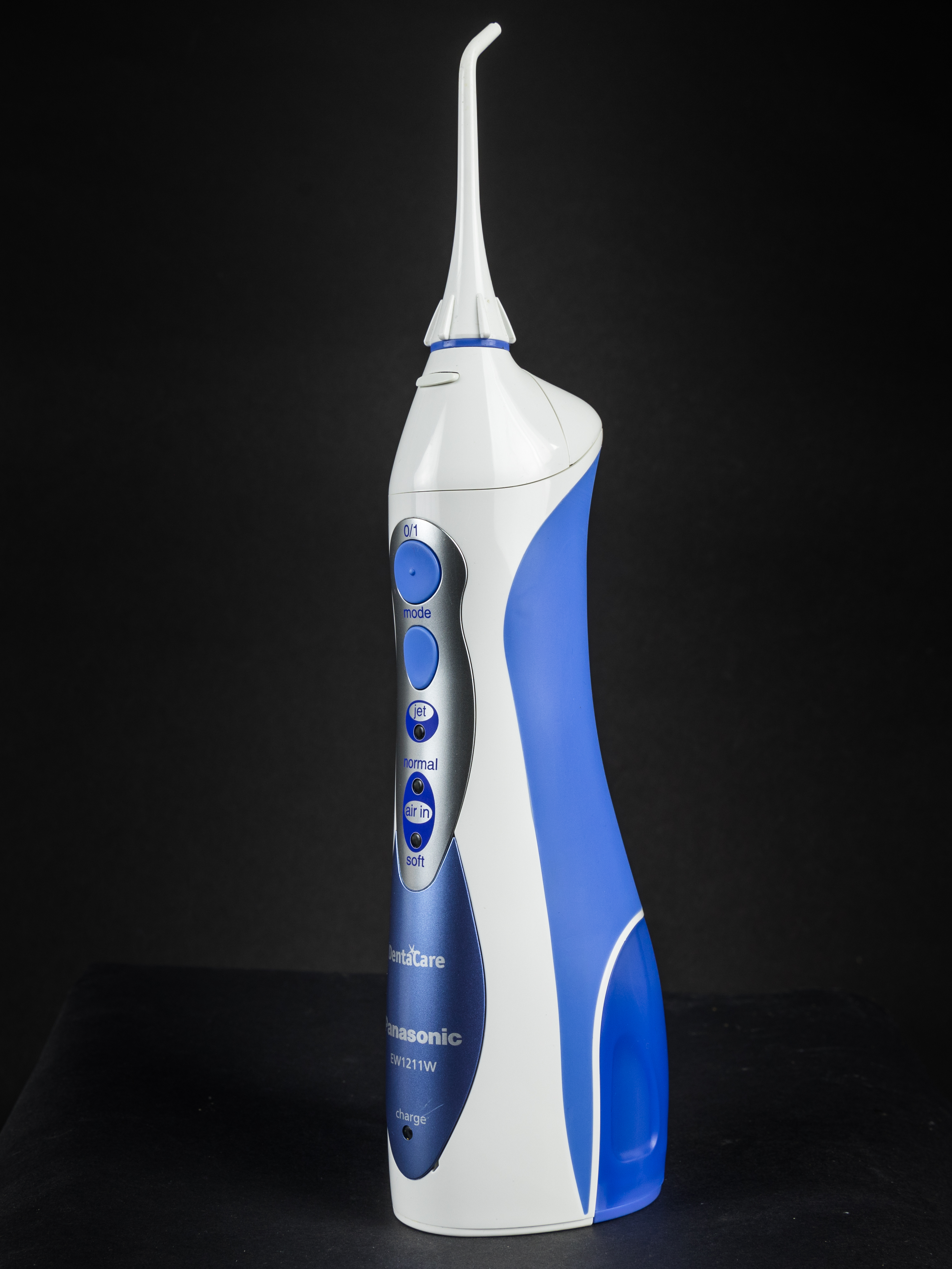
Munddusche von Panasonic

Die Munddusche ist in der Mundhygiene ein Instrument, mit dem Speisereste und Zahnbelag mittels eines Wasserstrahls aus den Zahnzwischenräumen und den  Zahnfleischtaschen entfernt werden können, ohne jedoch die Zahnbürste zu ersetzen. Ob die Munddusche Zahnseide ersetzen kann oder als Ergänzung zu Zahnbürste und Zahnseide gebraucht werden sollte, wird in der Fachliteratur nicht eindeutig beantwortet.

## Prinzip
Die meisten Mundduschen arbeiten mit einem einzelnen Wasserstrahl, mit dem unerwünschtes Material zwischen den Zähnen hervorgespült werden kann. Im Vergleich zur Zahnseide bietet sich die Munddusche auch bei engstehenden Zähnen oder schlecht erreichbaren Zahnzwischenräumen an.
Es sind auch Geräte auf dem Markt, bei denen mit ausgeklügelten Massageköpfen gezielt das Zahnfleisch massiert werden kann. Außerdem kann mit einer als Aufsatz eingesetzten Subgingival-Düse eine Mundspül-Lösung in die Zahnfleischtaschen eingebracht werden.
Einige neuere Geräte zeichnen sich zudem durch den Einsatz sogenannter Micro-Luftblasen-Technologie (engl. micro bubble technology) aus. Hierbei wird – anders als bei herkömmlichen Mundduschen – das Wasser im Tank mittels einer zweiten Pumpe zusätzlich mit Luft angereichert und beim Verlassen der Düse in Form eines Luft-Wasser-Gemischs in den Mundraum abgegeben. Dieses aus mikroskopisch kleinen Luftbläschen (Micro-Luftblasen) bestehende Gemisch dient einerseits der schonenden Beseitigung von Plaque und zum anderen der Sauerstoffanreicherung im Bereich der Zahntaschen. Diese Zufuhr von Sauerstoff ist ein effizientes Mittel zur Beseitigung von anaeroben (ohne Luft lebende) Bakterien, die sich in den Zahntaschen unter Ausschluss von Sauerstoff ansiedeln können. Diese anaeroben Bakterien sind eine der häufigsten Ursachen für Mundgeruch. Eine 2012 veröffentlichte Studie hat bestätigt, dass die Anwendung dieser Technologie bei der Behandlung von Parodontitis von Nutzen ist. Eine andere Studie hat gezeigt, dass die Technologie generell dazu geeignet ist, Zahnbelag zu entfernen.

## Geschichte
Die Munddusche wurde 1962 von dem Ingenieur John Mattingly und seinem Zahnarzt Gerald Moyer erfunden. Zum Vertrieb ihrer Erfindung gründeten sie gemeinsam die Firma Aqua Tec. 1967 wurde diese von Teledyne erworben, welche 1975 schließlich in Teledyne Waterpik umbenannt wurde. Heute ist die Firma waterpik Marktführer in den USA und die Marke waterpik (oder auch water pick) ist im amerikanischen Sprachraum synonym zur englischen Entsprechung des Begriffs Munddusche.

## Medizinische Bewertung
Wissenschaftliche Studien haben gezeigt, dass die Munddusche der Zahnseide bei der Entfernung von Plaque überlegen ist.
Eine 2008 durchgeführte Metastudie, bei der 913 Einzelstudien zum Thema ausgewertet worden sind, hat das Letztere nicht bestätigt, aber gezeigt, dass der Gebrauch von Zahnbürste und Munddusche im Hinblick auf die Zahnfleischgesundheit dem Gebrauch der Zahnbürste allein überlegen ist.
In wieder anderen Quellen ist unterstrichen worden, dass die Verwendung einer Munddusche keinesfalls die von Zahnbürste oder Zahnseide ersetzen könne, zu den beiden letztgenannten aber eine zweckmäßige Ergänzung darstelle. Empfohlen wird der Gebrauch einer Munddusche insbesondere Menschen, die – etwa alterungsbedingt – sehr tiefe Zahnfleischtaschen haben; mit Zahnbürste und Zahnseide allein können diese in vielen Fällen nicht ausreichend gereinigt werden.

## Weitere Verwendung
- Für manche Mundduschen existieren Aufsätze, mit denen das Gerät bei Erkältung zur Nasenspülung eingesetzt werden kann.
- Ebenso gibt es für manche Mundduschen Aufsätze zur Reinigung der Zunge.